# Мовний імперіалізм

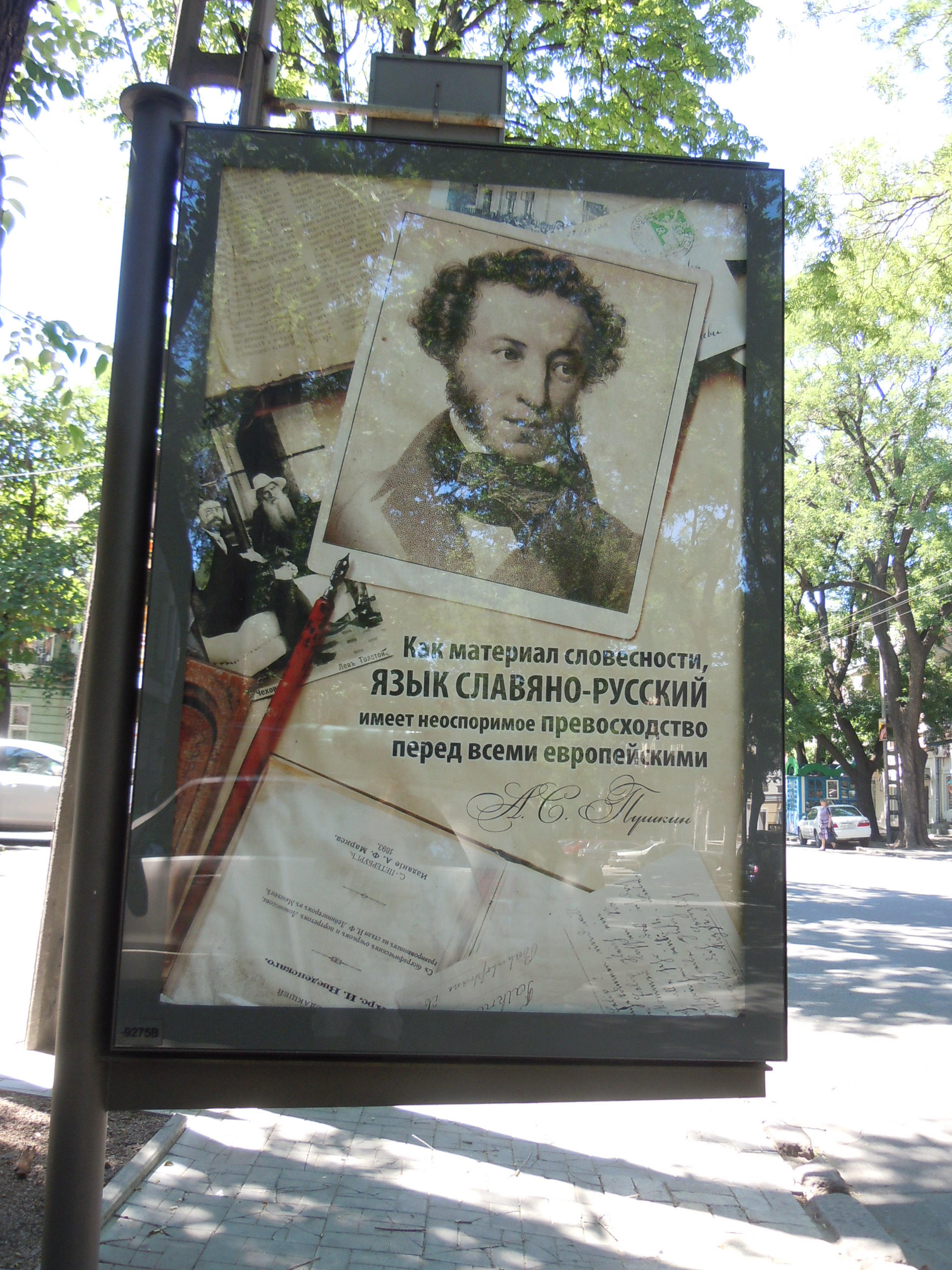
Пропаганда російського мовного імперіалізму в Одесі

Мовний імперіалізм — спосіб культурної гегемонії за допомоги мови. Мовний імперіалізм є частиною ширшого феномену культурного імперіалізму, який включає адаптацію способу життя, освіти, музики та інших аспектів життя однієї групи над іншою. Мовний імперіалізм може бути спричинений колоніальним тиском, який маргіналізує місцеві мови і витісняє їх із вжитку. Мовний імперіалізм загрожує мовному та культурному розмаїттю. Поняття стало широко вживаним після публікації впливової книги «Лінгвістичний імперіалізм» Роберта Філіпсона 1992 року.
За часів історичного імперіалізму в XIX столітті мова нації-колонізатора була офіційною мовою освіти та держави, тому знання мови було передумовою для виживання та успіху. Крім того, вживалися репресії щодо автохтонних мов.

## Дефініція
Лінгвістичний імперіалізм — це форма лінгвістики, яка приносить користь і надає владу панівній/пригнобленій мові та її носіям. Як підсумовують лінгвісти Хіт Роуз і Джон Конама, доктор Філіпсон стверджує, що визначальними характеристиками лінгвістичного імперіалізму є:
- Як форма лінгвістики, яка проявляється у віддаванні переваги домінантній мові над іншою за схожими рисами, як расизм і сексизм.
- Як структурно проявлена ідея, де більше ресурсів та інфраструктури надано домінантній мові.
- Бувши ідеологічним, він заохочує переконання, що домінантна форма мови є більш престижною за інші. Ці ідеї є гегемоністами, інтеріолізуються та натуралізуються як «нормальні».
- Так само переплітається з тією ж структурою, що й імперіалізм у культурі, освіті, ЗМІ та політиці.
- Як має експлуататорську сутність, що викликає несправедливість і нерівність між тими, хто використовує панівну мову, і тими, хто не використовує.
- Маючи субтрактивний вплив на інші мови, вивчення домінантної мови відбувається коштом інших.
- Як оскаржуваний опір через ці фактори.[3][4]

Хоча нелегко визначити наміри певної політики, яка призвела до лінгвістики, деякі вчені вважають, що намір можна довести, спостерігаючи, чи продовжуються імперіалістичні практики, коли їх соціолінгвістична, соціологічна, психологічна, політична та освітня шкода інших мов є усвідомлено.